# Яндинцы
Яндинцы (иначе яндыри, яндагир) — ныне исчезнувшая племенная группа юкагиров, живших между низовьями Лены и Яны, по среднему и верхнему течению Омолоя. Пользовались янским (деткильский) вариантом юкагирского языка. Ясачных «каменных» юкагиров-яндинцев к концу первой половины XVII века было 50 (примерно 200 человек населения). Их название происходило от юкагирского слова «янде» — гусь, или, возможно, по имени индигирского князца Уянды.